# 히토히라
히토히라(일본어: ひとひら)는 일본의 만화로 후타바샤의 월간 잡지 《코믹 하이!》에 연재된 기리하라 이즈미의 작품이다. 전체적으로 한 소심한 소녀가 연극을 통해 성장해나가는 과정을 그리고 있으며, 대한민국에서는 2007년 9월 11일에 학산문화사가 한국어판 1권을 발간하였다. 또한 일본에서는 2007년 3월 28일부터 6월 13일까지 애니메이션화 하여 AT-X에서 방영하였다.

## 캐릭터
아사이 무기(麻井麦)
성우 - 기모토 오리에
히토히라의 주인공으로 1학년, 의지에 약하고 긴장하면 목소리를 못내는 소심한 성격의 소유자로, 미즈하시 중학교시절부터 사귀어온 친구인 카요를 따라 쿠마타카 예술학교에 입학하였다. 입학시험의 합격을 발표한 날에 냈던 목소리에 의해 노노의 스카웃제의 겸 분위기에 휩쓸려 연극연구회에 입부하였다.
이치노세 노노(一ノ瀬野乃)
성우 - 카와스미 아야코
3학년, 연극연구회의 부장이다. 예전에는 연극부원이었으나, 성대가 마비되기 시작하면서 목소리를 잃을 것을 우려한 연극을 그만두라는 미레이와 다투고 부를 빠져나와 연극을 계속하기 위해 연극연구회를 만들었다. 무기가 입학 합격발표날에 낸 목소리를 듣고 재능에 흥미를 가지고 스카웃하였다.
니시다 리사키(西田理咲)
성우 - 히카미 교코
3학년, 연극연구회의 부원으로 노노, 타카시와 함께 연극부원이었다. 말보다 몸이 먼저 나가는 행동파. 카이의 친누나로 카이를 억지로 연극연구회에 끌어들인 장본인.
카츠라기 타카시(桂木たかし)
성우 - 나리타 겐
3학년, 연극연구회 부원이다. 리사키, 노노와 마찬가지로 예전에는 연극부원이었다. 연극부를 뛰쳐나온 노노에게 연극연구회를 만드는 것을 제안한 장본인, 냉정하고 침착한 성격으로 빨리 말하기는 것이 장기이다.
니시다 카이(西田甲斐)
성우 - 키시오 다이스케
리사키의 남동생, 무기, 카요와는 반친구로 미술에 재능을 가지고 있고, 미술부에 입부할 생각이었으나, 누나에 의해 강제로 연극연구회에 입부당했다.
도오아먀 카요(遠山佳代)
성우 - 미야가와 미호
무기의 중학교 시절부터의 친구, 사진작가가 되고자 쿠마타카 예술학교에 입학하였다. 자신감 없는 무기를 밀어주며 돌봐주고 있다.
사카키 미레이(榊美麗)
성우 - 유키노 사츠키
연극부의 부장으로 노노, 리사키, 다카시와 마찬가지로 3학년이다. 무기와 같은 성격이었던 노노에게 연극을 권하였고 성대마비에 걸렸을 때 책임을 느끼고 연극을 그만두게 하기 위해 다툰 이래, 견원지간과 같이 사이가 나빠졌다. 하지만, 노노를 걱정하고 있던 것으로 솔직하게 말하지 못하는 것 뿐.
칸나 치토세(神奈ちとせ)
성우 - 야부사키 에미
1학년, 연극부원으로 비오는 날 무기에게 젖은 제복을 말리는 대신 자신의 체육복을 빌려준 일로 알게되었다. 그 일을 계기로 무기네 반에서는 칸나 오리지널, 특히 가이와 가요는 오리널이란 별명으로 부른다. 연극부원 임에도 자주 연극연구회에 얼굴을 내밀고 있다. 무기를 무기쵸코(麦チョコ)라고 부르고 있다.

## 만화
단행본은 7권으로 완결되고, 현재 동 잡지에서 히토히라 앵콜이 연재 중이다. 이유는 알 수 없으나, 1~3권까지 2007년 4월 16일에 다시 인쇄되었다. 홍콩에서는 女優大試煉(여배우대시련)이란 제목으로 정식 발매되었다.
- 작가/그림: 기리하라 이즈미
- 출판: 후타바샤

1. 2005년 9월 11일, 8쇄 (ISBN 4-575-83127-1)
2. 2006년 6월 12일, 5쇄 (ISBN 4-575-83237-5)
3. 2007년 1월 12일, 3쇄 (ISBN 4-575-83311-8)
4. 2007년 6월 12일, (ISBN 978-4-575-83368-3)
5. 2008년 4월 12일, (ISBN 978-4575834734)
6. 2008년 12월 12일, (ISBN 978-4-575-83557-1)
7. 2009년 7월 10일, (ISBN 978-4-575-83648-6)

- - 한국어판 출판사: 학산문화사

1. 2007년 9월 11일 (ISBN 9788925802626)
2. 2007년 10월 10일 (ISBN 9788925802640)
3. 2008년 5월 29일 (ISBN 9788925803784)
4. 2008년 6월 19일 (ISBN 9788925804651)
5. 2008년 7월 22일 (ISBN 9788925814353)
6. 2009년 8월 28일 (ISBN 9788925825380)
7. 2010년 4월 25일 (ISBN 9788925836331)

## 애니메이션
2007년 3월 28일부터 AT-X, 4월부터는 지바 TV외, UHF계열 방송국에서 방송을 시작하였다. 디지털 필터중에 HiFix 가 걸려있어, 화면이 밝고 색상이 산뜻하다. 6월 13일에 AT-X에서의 방영이 종료되었다.

### 부제목
| 화수 | 제목(원제/풀이)          | 제목(원제/풀이)    |
| ---- | ------------------------ | ------------------ |
| 1막  | む、無理です…            | 무, 무리에요…      |
| 2막  | まがい……物 ？            | 가짜…?             |
| 3막  | 初舞台                   | 첫 무대            |
| 4막  | 頑張ってる…？！          | 힘내고 있어…?!     |
| 5막  | うわぁぁぁぁん           | 우와아아아앙       |
| 6막  | ･･･変われますか？        | 변할까요?          |
| 7막  | 友達なのに･･･            | 친구인데…          |
| 8막  | 一人じゃない             | 외톨이는 아냐      |
| 9막  | この日を忘れない！       | 그 날을 잊지 않아! |
| 10막 | ずっと･･･一緒･･･         | 계속…함께…         |
| 11막 | 笑顔が… 好き!!           | 웃는 얼굴이…좋아!! |
| 12막 | ありがとう…ございました! | 고마…웠어요!       |

### 주제가
여는곡夢、ひとひら 유메, 히토히라[*](한 조각의 꿈)〉
노래: 아사미 유코
닫는곡〈スマイル 스마이루[*](미소)〉
노래: 미즈하시 마이

## 관련 상품
CD
- 〈夢、ひとひら 유메, 히토히라[*](한 조각의 꿈)〉 - 2007년 4월 25일 (ZMCZ-3321)
- 〈히토히라 오리지널 드라마&BGM 앨범 Vol.1 (무기 편)〉 - 2007년 5월 30일 (ZMCZ-3322)
- 〈히토히라 오리지널 드라마&BGM 앨범 Vol.2 (노노 편)〉 - 2007년 6월 27일 (ZMCZ-3323)

DVD
1. 2007년 6월 22일) (ZMBZ-3371)
2. 2007년 7월 25일 (ZMBZ-3372)
3. 2007년 8월 24일 (ZMBZ-3373)
4. 2007년 9월 21일 (ZMBZ-3374)
5. 2007년 10월 25일 (ZMBZ-3375)
6. 2007년 11월 22일 (ZMBZ-3376)

## 참조
1. ↑  “HiFix란” (일본어). 2007년 4월 11일. 2008년 12월 15일에 원본 문서에서 보존된 문서. 2008년 11월 23일에 확인함.